# ميل نوفاك
ميل نوفاك (بالإنجليزية: Mel Novak)‏ هو لاعب كرة قاعدة وممثل أمريكي، ولد في 16 يونيو 1942 في الولايات المتحدة.

## الأعمال

### أفلام
| السنة | العنوان       | الدور |
| ----- | ------------- | ----- |
| 1975  | مقاتل النهاية | ليبرت |
| 1978  | لعبة الموت    | ستك   |

### مسلسلات
| السنة | العنوان     | الدور      |
| ----- | ----------- | ---------- |
| 1971  | ذا إف بي آي | شرطي       |
| 1973  | مانيكس      | إلمو باغلي |

## وصلات خارجية
- ميل نوفاك على موقع IMDb (الإنجليزية)
- ميل نوفاك على موقع أول موفي (الإنجليزية)
- ميل نوفاك على موقع قاعدة بيانات الفيلم (الإنجليزية)